# Wikinews
Wikinews är en nyhetstjänst, baserad på wikiteknik, som tillhandahålls av Wikimedia Foundation. 2013 fanns den på cirka 30 språk. Den 10 augusti 2013 stängdes den svenskspråkiga upplagan.

## Historik
Mellan den 22 oktober och 12 november 2004 hölls en omröstning om huruvida Wikinews skulle starta eller inte. Denna ledde till att Wikinews kunde lanseras. En demoversion av nyhetstjänsten lanserades under november månad. Den 2 december 2004 flyttade denna demoversion till sin nuvarande plats, och dagen efter lanserades en tyskspråkig version.
Under Wikinews första tid styrdes publicerandet av artiklar av en "granskningsprocess", där en artikel skulle granskas innan den kunde publiceras på förstasidan. Detta skapade en del debatt då det ibland kunde dröja flera dagar innan en artikel publicerades. Vissa, bland annat Jimmy Wales, menade att detta stred mot wikiprincipen.
Det första året fanns bara en tyskspråkig och en engelskspråkig version av tjänsten. Under 2005 och 2006 startades även upplagor på ett antal andra språk. Under 2005 startades bland annat en svensk edition, men denna lades den 10 augusti 2013 ner på grund av inaktivitet. De 3 284 nyhetsartiklar som då fanns lagrade är dock fortfarande publikt tillgängliga (se externa länkar nedan).
Wikinews finns 2013 på ett trettiotal språk. I jämförelse med systerprojektet Wikipedia har dess framgångar dock varit relativt blygsamma, och det är endast ett fåtal av Wikinews-upplagorna som kan presentera dagliga nyhetsbulletiner. Av de 30-talet Wikinews-versionerna hade följande presenterat färre än 10 nyhetsartiklar under den juni 2013: svenska, bulgariska, bosniska, persiska, finska, hebreiska, ungerska, koreanska, sindhi, albanska, thai och turkiska. Fram till september 2013 har minst två av upplagorna stängts på grund av låg aktivitet; 23 februari 2010 stängdes den nederländskspråkiga upplagan och 10 augusti 2013 den svenskspråkiga.
Ett anmärkningsvärt undantag gäller Wikinews-upplagan på serbiska som fram till 2013 presenterat 75 000 nyhetsartiklar – nästan fyra gånger mer än tvåan i statistiken (engelska). Den serbiska aktiviteten var särskilt stor under 2009 (20 000 artiklar) och 2010 (34 000 artiklar).

## Upplagor
Nedan listas Wikinews-upplagorna i den ordning de skapades. Här saknas dock ett antal editioner som under juni 2013 publicerade färre än 10 nyhetsartiklar.
| Upplaga                     | Start            | Flytt från demostadiet | Antal artiklar nov. 2008* | Antal artiklar juni 2013* |
| --------------------------- | ---------------- | ---------------------- | ------------------------- | ------------------------- |
| Engelska                    | November 2004    | 2 december 2004        | 11 300                    | 19 900                    |
| Tyska                       | 3 december 2004  | December 2005          | 6 800                     | 12 600                    |
| Nederländska                | 28 januari 2005  | ?                      | 900                       | †                         |
| Franska                     | 29 januari 2005  | April 2005             | 2 800                     | 13 600                    |
| Spanska (Wikinoticias)      | 29 januari 2005  | Mars 2005              | 2 800                     | 8 200                     |
| Svenska                     | 29 januari 2005  | ?                      | 2 300                     | 3 300°††                  |
| Polska                      | 19 februari 2005 | Mars 2005              | 6 700                     | 13 500                    |
| Portugisiska (Wikinotícias) | 19 februari 2005 | April 2005             | 2 400                     | 7 800                     |
| Rumänska (Wikiștiri)        | 19 februari 2005 | Maj 2005               | 300                       | 1 100                     |
| Italienska (Wikinotizie)    | 1 april 2005     | Maj 2005               | 4 900                     | 8 800                     |
| Bulgariska (УикиНовини)     | ?                | ?                      | ?                         | ?°                        |
| Ukrainska (Вікіновин)       | Mars 2005        | April 2005             | 400                       | 1 200                     |
| Serbiska (Викивести)        | Maj 2005         | Augusti 2005           | 4 200                     | 75 000                    |
| Japanska (ウィキニュース)   | Juli 2005        | Augusti 2005           | 2 300                     | 3 700                     |
| Katalanska (Viquinotícies)  | September 2005   | Juli 2006              | 400                       | 1 700                     |
| Ryska (Викиновости)         | November 2005    | December 2005          | 1 100                     | 5 800                     |
| Arabiska (ويكي الأخبار)     | December 2005    | Januari 2006           | 100                       | 1 400                     |
| Norska                      | Januari 2006     | Februari 2006          | 400                       | 600                       |
| Kinesiska (維基新聞)        | Mars 2006        | April 2006             | 3 000                     | 4 400                     |
| Tamil (விக்கிசெய்தி)              | December 2006    | Augusti 2009           | (12)                      | 2 700                     |
| Tjeckiska (Wikizprávy)      | December 2007    | Februari 2008          | 500                       | 2 100                     |
| Grekiska (Βικινέα)          | Mars 2009        | December 2010          | 0                         | 2 700                     |

* i slutet av månaden, avrundat till hela hundratal

° färre än 10 skrivna artiklar under månaden

† nedlagd 23 februari 2010

†† nedlagd 10 augusti 2013

## Fler Wikinewsprojekt

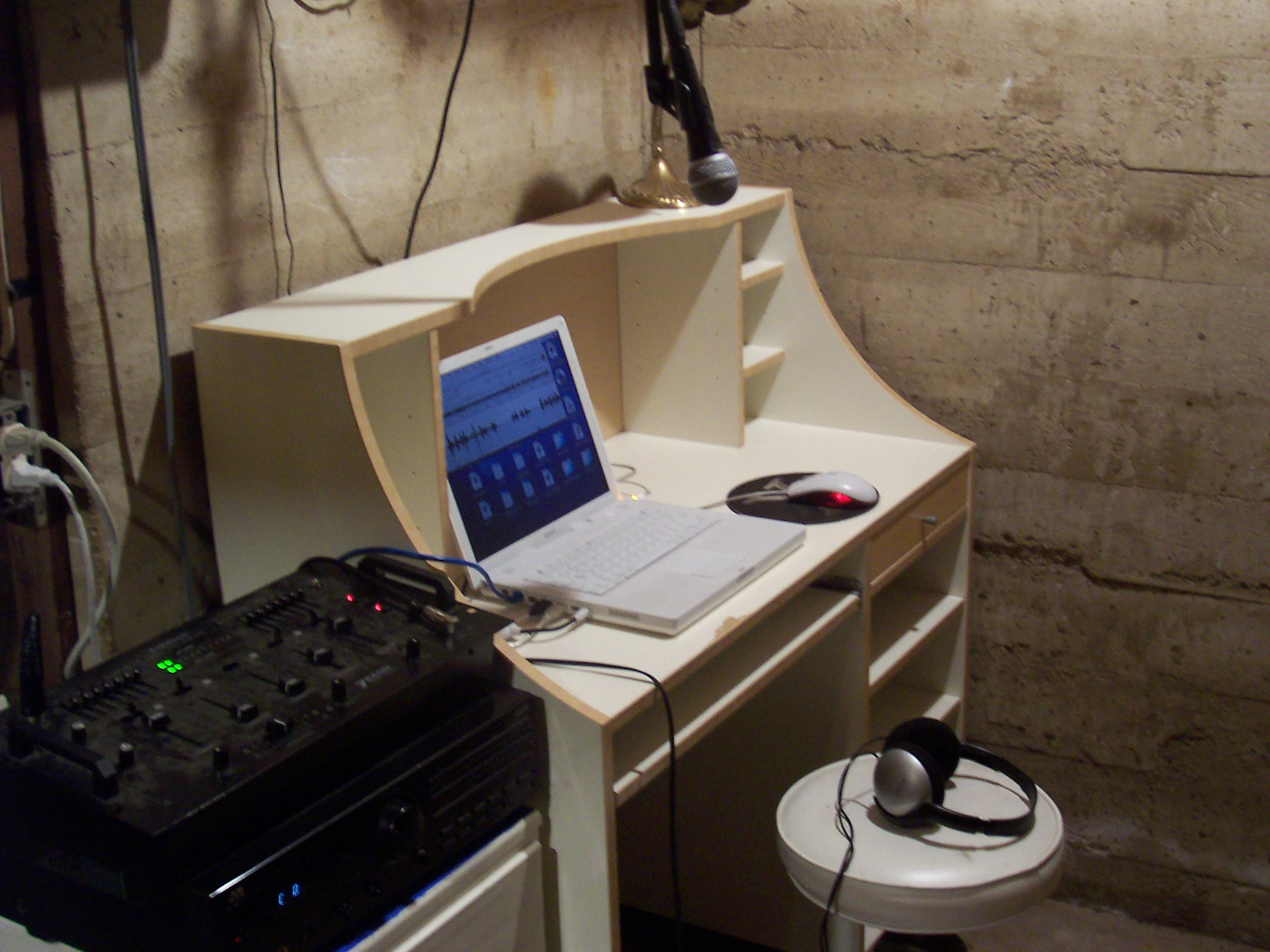
Hemmabyggd radiostudio.

Wikinews fokuserar främst på nyheter i text och bild. Utöver detta har det i den engelska versionen gjorts försök med fler medier, med hjälp av Audio Wikinews med talade nyhetssändningar och vissa försök med TV-tjänsten Wikinews Broadcast. Några användare har till och med startat en radiokanal – WikiNews Network.